# Krigets vindar
Krigets vindar (originaltitel: The Winds of War) är en roman av Herman Wouk, utgiven 1971. Boken utkom i svensk översättning 1973-1974, uppdelad i två delar. En fortsättning gavs ut 1978 under titeln Krig och hågkomst (War and Remembrance).